# Budynek Szkoły Podstawowej nr 6 w Toruniu
Budynek Szkoły Podstawowej nr 6 w Toruniu – gmach szkoły podstawowej znajdujący się przy ul. Łąkowej 13 w Toruniu.
Budynek przy ul. Wiesenstrasse 9 i 11 (obecnie Łąkowa 13) powstał w 1893 roku na potrzeby dwóch odrębnych szkół wyznaniowych: ewangelickiej i katolickiej dla ówczesnej podtoruńskiej wsi Mokre. W 1903 roku wybudowano bliźniaczy budynek, który przekazano szkołom ewangelickim. W starym gmachu działały dwie szkoły katolickie (męska i żeńska). W okresie międzywojennym polska administracja ulokowała w budynku Szkołę Powszechną nr 6. W latach 1943–1945 budynek zajmował Wehrmacht. Zajęcia edukacyjne wróciły 12 lutego 1945 roku. W latach 1953-1963 w gmachu istniały trzy placówki oświatowe: SP 2, SP 6 i II LO. W 1959 roku budynek wyremontowano. Po przeniesieniu SP2 na ulicę Targową i II LO na plac św. Katarzyny SP6 pozostało jedynym gospodarzem gmachu.
Budynek figuruje w gminnej ewidencji zabytków (nr 1762).                                                                                                                                                                                                                             